# Gunilla Bielke
Gunilla Bielke (ur. 25 czerwca 1568, zm. 25 czerwca 1597 na zamku w Bråborg) – królowa Szwecji.

## Życiorys
Rodzicami jej byli radca królewski Johan Axelsson Bielke i jego żona Margareta Posse. Została drugą żoną Jana III Wazy po śmierci jego pierwszej małżonki Katarzyny Jagiellonki. Ślub odbył się 21 lutego 1585 w katedrze w Västerås, po czym panna młoda została koronowana na królową Szwecji. Małżeństwo to było bardzo niepopularne w Szwecji, szczególnie wśród członków rodziny Jana III. Brat króla, książę Karol, odmówił uczestnictwa w uroczystości ślubnej. Podobnie uczyniła reszta rodziny królewskiej. Królowa Gunilla zmarła w pięć lat po mężu w posiadłości, którą otrzymała od króla w dożywocie, zamku Bråborg w Östergötland. Została pochowana obok męża w katedrze w Uppsali. Z małżeństwa z Janem III urodziło się jedno dziecko, syn Jan, książę Östergötland.